# Fighting Odds
Fighting Odds is een Amerikaanse dramafilm uit 1917 onder regie van Allan Dwan. In Nederland werd de film destijds uitgebracht onder de titel Zwendelaars.

## Verhaal
James Copley wordt door John W. Blake benoemd tot president van een autobedrijf. Daardoor slaagt hij erin om het leven van Copley te verwoesten en hem onschuldig achter tralies te krijgen. Zijn vrouw wil zijn naam zuiveren.

## Rolverdeling
| Acteur              | Personage             |
| ------------------- | --------------------- |
| William T. Carleton | Officier van justitie |
| Henry Clive         | Mijnheer Copley       |
| Charles Dalton      | John W. Blake         |
| Maxine Elliott      | Mevrouw Copley        |
| Eric Hudson         | Detective Butler      |
| Regan Hughston      | Jewett                |
| George Odell        | Egan                  |